# Damon Knight

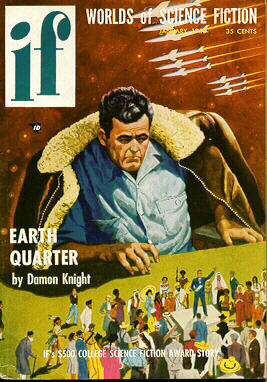
A The Earth Quarter című novella az If magazin 1955. januári száma címlapján

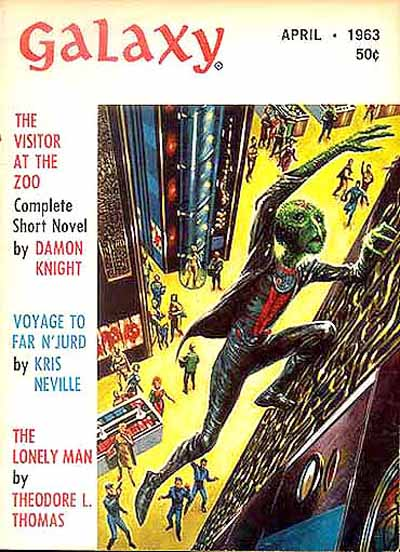
A The Visitor at the Zoo című novella a Galaxy Science Fiction 1963. áprilisi száma címlapján

Damon Knight (Baker City, 1922. szeptember 19. – Eugene, 2002. április 15.) amerikai tudományos-fantasztikus író

## Életpályája
Hood Riverben nőtt fel, tizenegy évesen lett a tudományos-fantasztikus irodalom rajongója, egy fanzint is kiadott Snide címen, amelynek összesen két száma jelent meg. Nyomtatásban először egy rajza jelent meg az Amazing Stories című magazinban.
Első novelláját a The Itching Hour-t a Ray Bradbury által szerkesztett és kiadott Futura Fantasia 1940. nyári számában publikálta. Ezt követte 1941 februárjában a Resilience című írás a Donald A. Wollheim által szerkesztett Stirring Science Stories-ben. Egy szerkesztői hiba érthetetlenné tette a történet végét, ezért egy másik lapban 1978-ban Knight két oldalas bevezetőjével újra megjelentették. Irodalmi pályafutása elején New York-ban élt, s a Futurians írókör tagja volt. Egy novellája egy sci-fi rajongói csoport paranormális felbomlását mutatja be, s több író cameoszereplését tartalmazza, alig álcázott nevek alatt, H. Beam Piper például mint "H. Dreyne Fifer" szerepel a műben.
Damon Knight erőssége a novella volt, széles körben elismerik e műfaj mestereként. A nagyközönség leginkább a To Serve Man című munkáját ismeri, amely az Alkonyzóna egyik epizódjának alapjául is szolgált. E mű 2001-ben Retro-Hugo-díjat kapott mint 1950 legjobb novellája. Knight tudományos-fantasztikus kritikai munkássága is jelentős, pályafutása akkor kezdődött, amikor 1945-ben így írt A. E. van Vogt-ról: "ő nem olyan óriás, mint amilyennek gyakran tartják. Ő csak egy törpe, aki megtanult kezelni egy túlméretes írógépet". A The Magazine of Fantasy and Science-Fiction megtagadta az írás közzétételét, e munkája (több más kritikájával együtt) végül az  In Search of Wonder című kötetben jelent meg. Algis Budrys írta, hogy Knight és James Blish "átalakították a kritika szabályait". Az "idióta cselekmény" kifejezést, amely azt jelenti, hogy egy történet cselekménye csak azért működik, mert a szereplők csaknem mindegyike idióta Knight gyakran használta kritikáiban, így ismertté vált, bár a kifejezést magát feltehetőleg James Blish találta ki. Knight egyetlen, nem Retro-Hugo-díját a "Legjobb kritikus" kategóriában kapta 1956-ban.
Alapítója volt a Science Fiction and Fantasy Writers of America (SFWA) szervezetnek, társalapítója a National Fantasy Fan Federation-nak, a Milford Writer's Workshop-nak és a Clarion Writers Workshop-nak. Az SFWA tagjai és korábbi elnökei 1994-ben a "13. nagymesternek" díjjal tüntették ki, e díjat halála után Damon Knight Memorial Grand Master névre keresztelték át. Haláláig az oregoni Eugene-ben élt második feleségével Kate Wilhelm írónővel. Irodalmi hagyatékát az Oregoni Egyetem őrzi.

## Magyarul megjelent művei
- Embert szolgálni (novella, Galaktika 42., 1981)
- Dilibot (novella, Galaktika 42., 1981)
- Különleges teher (novella, Galaktika 42., 1981)
- Így ér véget a világ (novella, Galaktika 64., 1986)
- Szabadjegy akárhova (novella, Galaktika 70., 1986)
- Négyes fogat (novella, Galaktika 71., 1986)
- Van idő (novella, Galaktika 125., 1991)
- Különleges adomány (novella, Galaktika 126., 1991)
- Ember a korsóban (novella, Galaktika 128., 1991)
- Új nap virrad az Aurórán (novella, Galaktika 219., 2008)
- Idegen állomás (novella, Galaktika 259., 2011)
- A jámborak földjén (novella, Galaktika 271., 2012)
- A hajósinas (novella, Metagalaktika 3., 1982)
- Anachron (novella, Metagalaktika 4., 1983)
- A kezelő (novella, Metagalaktika 9., 1986)
- Egy, kettő, három… (novella, Átjáró Magazin 4., 2002)
- Nézőpont (novella, X Magazin II/12, 1997)
- A hasonmások (novella, A csillagűzött szerető c. antológia, Szépirodalmi kiadó, 1972, Olcsó Könyvtár sorozat)

## Fordítás
- Ez a szócikk részben vagy egészben  a   Damon Knight című angol Wikipédia-szócikk ezen változatának fordításán alapul.  Az eredeti cikk szerkesztőit annak laptörténete sorolja fel. Ez a jelzés csupán a megfogalmazás eredetét és a szerzői jogokat jelzi, nem szolgál a cikkben szereplő információk forrásmegjelöléseként.